# Maien (Zweig)
Unter Maien versteht man ursprünglich im Safttrieb stehende Zweige oder Bäumchen. Der Name stammt vom Monat Mai.

## Geschichte
Der Begriff „Maien“ taucht bereits 1491 in Rechnungen der herzoglichen Rentmeisterei in München auf.
Noch zu Pfingsten oder Fronleichnam und an Sonnenwenden wurden Zweige als „Maien“ bezeichnet, wenn sie zum Schmuck weltlicher und kirchlicher Feste dienten. Verziert wurden sie oft mit Papierblumen, die kunstfertig aus Krepppapier hergestellt wurden.
Ursprünglich wurde auch die Birke als „Maien“ bezeichnet, weil diese als erster Baum aus seiner Winterstarre erwacht. Die Birke gilt daher als Symbol für Kraft und Anmut, Lebenswillen und Trost, Licht sowie Heiterkeit.
Martin Luther zitiert in Ps 118,27 : „Schmücket das Fest mit Maien bis an die Hörner des Altars“. Dies greift das Kirchenlied Schmückt das Fest mit Maien … auf, im Evangelischen Gesangbuch Nr. 135.
Im Volkslied Der Winter ist vergangen bezieht sich die Textstelle „Ich geh, ein Mai zu hauen“ in der zweiten Strophe auf den Brauch des Liebesmaiens. Im Lied Wie schön blüht uns der Maien bezieht sich „Maien“ (Einzahl) dagegen auf den Monat.
Im Bayerischen gibt es das Verb „maien“, das so viel wie „sich belustigen, ergötzen“ bedeutet.